# Serie A 1934-1935
La Serie A 1934-1935 è stata la 35ª edizione della massima serie del campionato italiano di calcio (la 6ª a girone unico), disputata tra il 30 settembre 1934 e il 2 giugno 1935 e conclusa con la vittoria della Juventus, al suo settimo titolo, il quinto consecutivo.
Capocannoniere del torneo è stato Enrique Guaita (Roma) con 28 reti.

## Stagione

### Antefatti

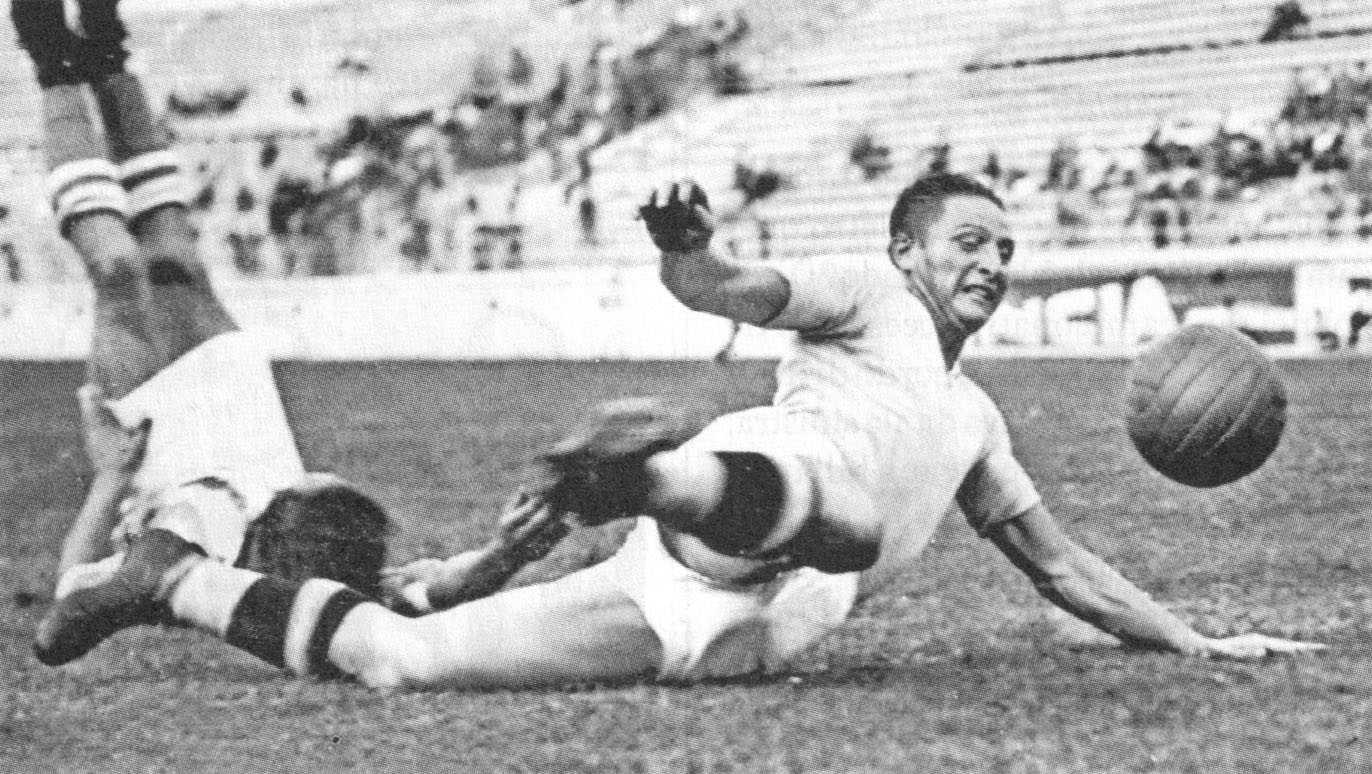
Silvio Piola, nuovo acquisto dell'ambiziosa Lazio.

La Juventus vincitrice dei precedenti 4 titoli, si trovava alle prese con un ricambio generazionale, specialmente in difesa, dove lasciò Combi e rallentò Caligaris; venne dunque promosso il portiere di riserva Valinasso e acquistato dal Padova il giovane terzino Foni.
Più frenetiche le operazioni delle rivali. Tra le protagoniste del mercato ci fu la Lazio, alla cui presidenza era salito l'ambizioso Eugenio Gualdi. I biancocelesti rafforzarono la mediana con Viani e Ferraris IV, questo ultimo prelevato dai concittadini della Roma (con la clausola di versare ai giallorossi 25 000 lire per ogni derby giocato), mentre in attacco strapparono alle mire dell'Ambrosiana-Inter il richiesto Piola della Pro Vercelli: inizialmente l'attaccante rifiutò l'offerta laziale, sicché fu il regime fascista a intervenire, chiamando il giocatore a svolgere il servizio di leva alla Farnesina e costringendolo, di fatto, al trasferimento nella capitale.
I nerazzurri ripiegarono dunque sugli oriundi Porta e De Vincenzi, affidando la guida tecnica al magiaro Gyula Feldmann. Infine il Bologna riabbracciò Sansone, nuovamente in Emilia dopo un breve ritorno in Uruguay.

### Il campionato
Il campionato che vedeva in campo i freschi campioni del mondo della nazionale italiana partì il 30 settembre 1934, per la prima volta a 16 squadre. Già una settimana dopo, la Juventus era sola in testa; ma gli uomini di Carlo Carcano nelle settimane successive furono affiancati e superati da un'inattesa rivale, la Fiorentina di Guido Ara. La squadra viola, costruita con pazienza nel corso degli anni dal marchese Luigi Ridolfi, approfittò dei tentennamenti bianconeri e viaggiò spedita verso il platonico titolo di campione d'inverno, il 3 febbraio 1935, giorno in cui uscì indenne dallo scontro diretto di Torino e mantenne 2 punti di vantaggio sulla più titolata inseguitrice.

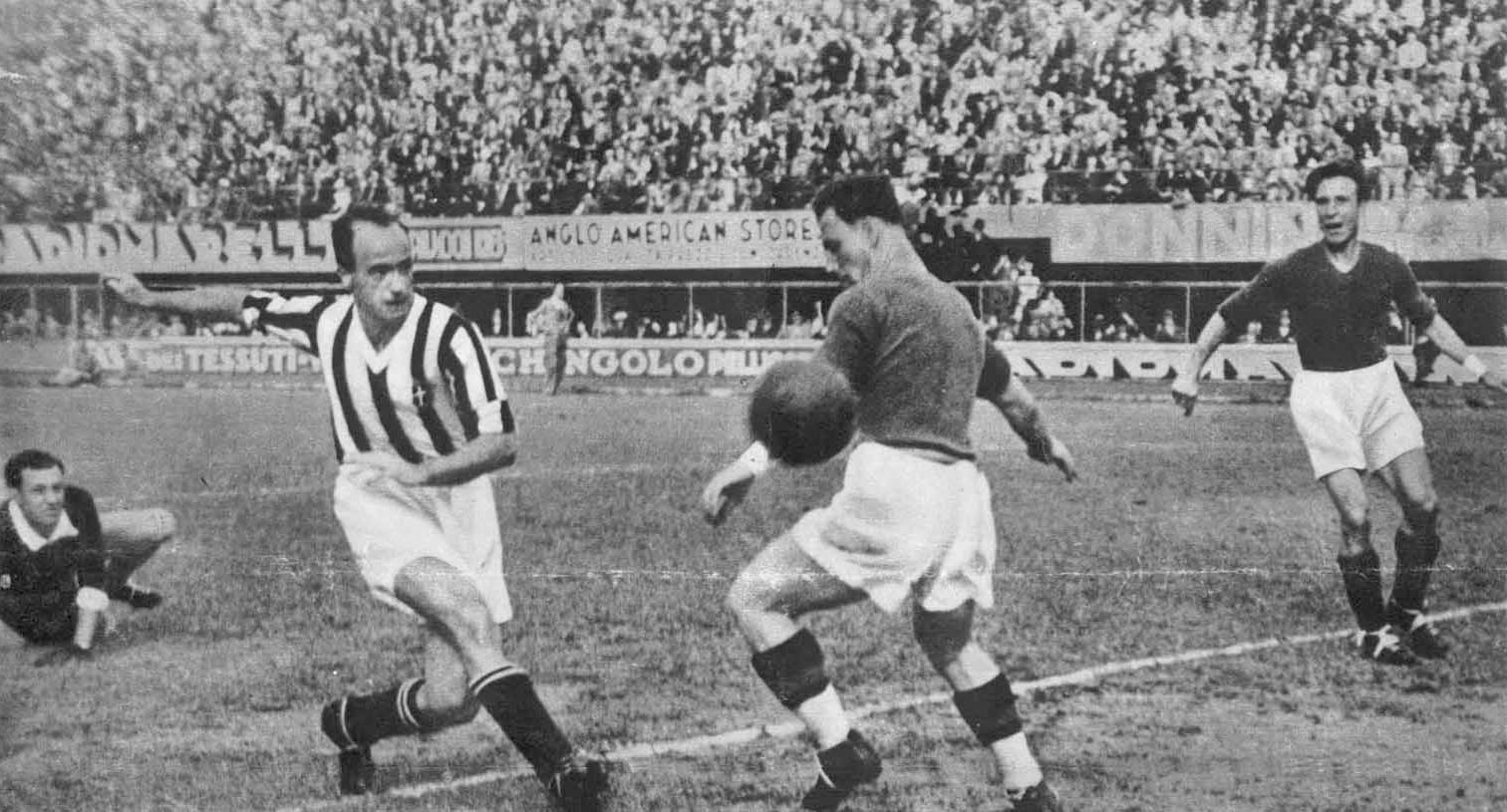
Giovanni Ferrari segna a Firenze il gol che, nei minuti finali dell'ultima giornata, permise alla Juventus di chiudere il suo Quinquennio d'oro.

La Juventus pativa non solamente per il logorio dei suoi giocatori, ma anche per gli allontanamenti forzati di alcuni protagonisti nei successi degli anni precedenti: pagò lo scandalo che travolse il suo allenatore Carcano, licenziato ufficialmente per «motivi personali indipendenti dalla conduzione tecnica della squadra» e da ricondurre insomma alla sua vita privata, oggetto di pettegolezzo; più avanti perse anche Orsi, il quale a ridosso della chiamata alle armi per la guerra d'Etiopia chiese di poter tornare in Argentina. Altre squadre furono colpite da tragedie come la Lazio, con il mediano Fantoni II che morì l'8 febbraio per un'infezione da setticemia contratta in seguito a un infortunio, e l'Ambrosiana-Inter con la morte, il 17 dello stesso mese, del giovane attaccante uruguaiano Francesco Frione a causa di una polmonite.

L'oriundo Enrique Guaita della Roma si laureò capocannoniere con 28 gol in 29 gare.

Il 3 marzo la Fiorentina cadde inaspettatamente sul campo di una disperata Pro Vercelli, e vide avvicinarsi pericolosamente la poco prolifica ma concreta Juventus, nel frattempo passata nelle mani della bandiera bianconera Carlo Bigatto, e l'Ambrosiana-Inter; le tre squadre iniziarono una lotta serrata, in cui si susseguivano sorpassi e occasioni di fuga mancate fino alla penultima giornata, quando i viola persero ad Alessandria e lasciarono campo libero alle altre due contendenti.
Il 2 giugno, in un ultimo turno vibrante, la Juventus espugnò proprio Firenze a pochi minuti dalla fine, grazie a una rete di Ferrari, mentre l'Ambrosiana-Inter soccombette a Roma dinanzi alla Lazio – con un risultato (4-2) e un esito similari a quelli che si sarebbero verificati 67 anni dopo. Fu il quinto scudetto di fila per i bianconeri: una striscia di successi all'epoca mai raggiunta prima nel calcio italiano, e che sarà battuta dagli stessi torinesi solamente 82 anni più tardi. Dietro a torinesi e meneghini, la Fiorentina chiuse quindi terza, davanti alla Roma del capocannoniere Guaita.
Perso in estate il suo centravanti Piola, la gloriosa Pro Vercelli non riuscì a compensarne l'assenza, e si ritrovò fin dalle prime battute del torneo tagliata fuori dalla corsa per non retrocedere: i bianchi, all'epoca seconda squadra più titolata d'Italia insieme coi torinesi, non avrebbero mai più visto la massima serie. Si salvò invece la debuttante Sampierdarenese, che rimediò a un girone di andata negativo con un ritorno condotto a passo spedito. Rischiò il declassamento il Torino, che s'impose nello scontro diretto dell'ultima giornata contro il Livorno, sorpassandolo; i labronici tornarono così in Serie B dopo due stagioni.

## Squadre partecipanti
| Club             | Stagione | Città       | Stadio                             | Stagione precedente           |
| ---------------- | -------- | ----------- | ---------------------------------- | ----------------------------- |
| Alessandria      | dettagli | Alessandria | Stadio del Littorio                | 12º posto in Serie A          |
| Ambrosiana-Inter | dettagli | Milano      | Arena Civica                       | 2º posto in Serie A           |
| Bologna          | dettagli | Bologna     | Stadio Littoriale                  | 4º posto in Serie A           |
| Brescia          | dettagli | Brescia     | Stadium di viale Piave             | 12º posto in Serie A          |
| Fiorentina       | dettagli | Firenze     | Stadio Giovanni Berta              | 6º posto in Serie A           |
| Juventus         | dettagli | Torino      | Stadio Municipale Benito Mussolini | 1º posto in Serie A           |
| Lazio            | dettagli | Roma        | Stadio Nazionale del PNF           | 10º posto in Serie A          |
| Livorno          | dettagli | Livorno     | Stadio Edda Ciano Mussolini        | 7º posto in Serie A           |
| Milan            | dettagli | Milano      | Campo San Siro                     | 9º posto in Serie A           |
| Napoli           | dettagli | Napoli      | Stadio Partenopeo                  | 3º posto in Serie A           |
| Palermo          | dettagli | Palermo     | Stadio del Littorio                | 12º posto in Serie A          |
| Pro Vercelli     | dettagli | Vercelli    | Stadio Leonida Robbiano            | 7º posto in Serie A           |
| Roma             | dettagli | Roma        | Campo Testaccio                    | 5º posto in Serie A           |
| Sampierdarenese  | dettagli | Genova      | Stadio del Littorio                | 1º posto in Serie B, promossa |
| Torino           | dettagli | Torino      | Stadio Filadelfia                  | 12º posto in Serie A          |
| Triestina        | dettagli | Trieste     | Stadio del Littorio                | 11º posto in Serie A          |

## Allenatori e primatisti
| Squadra          | Allenatore                                        | Calciatore più presente                                          | Cannoniere                                                |
| ---------------- | ------------------------------------------------- | ---------------------------------------------------------------- | --------------------------------------------------------- |
| Alessandria      | Otto Krappan (1ª-16ª) Rudolf Soutschek (17ª-30ª)  | Renato Cattaneo, Vittorio Mosele (29)                            | Renato Cattaneo (16)                                      |
| Ambrosiana-Inter | Gyula Feldmann                                    | Carlo Ceresoli, Atilio Demaría, Giuseppe Meazza (30)             | Giuseppe Meazza (18)                                      |
| Bologna          | Lajos Nemes Kovács (1ª-14ª) Árpád Weisz (15ª-30ª) | Mario Gianni (30)                                                | Angelo Schiavio (12)                                      |
| Brescia          | György Hlavay                                     | Giovanni Braga, Nereo Marini (30)                                | Giovanni Chiecchi (III), Francesco Rier (6)               |
| Fiorentina       | Guido Ara                                         | Ugo Amoretti, Giuseppe Bigogno, Lorenzo Gazzari, Bruno Neri (30) | Vinicio Viani (10)                                        |
| Juventus         | Carlo Carcano (1ª-8ª) Carlo Bigatto (I) (9ª-30ª)  | Cesare Valinasso (30)                                            | Felice Borel (II) (13)                                    |
| Lazio            | Walter Alt                                        | Attilio Ferraris (IV) (30)                                       | Silvio Piola (21)                                         |
| Livorno          | Franz Hänsel (1ª-16ª) Karl Stürmer (17ª-30ª)      | Alfredo Monza (II) Ulisse Uslenghi (30)                          | Giovanni Busoni (11)                                      |
| Milan            | Adolfo Baloncieri                                 | Giuseppe Bonizzoni, Giovanni Moretti, Carlo Rigotti (30)         | Pietro Arcari (III) (10)                                  |
| Napoli           | William Garbutt                                   | Luigi Castello, Enrico Rivolta (30)                              | Antonio Vojak (I) (10)                                    |
| Palermo          | Károly Csapkay                                    | Maximiliano Faotto (29)                                          | Bruno Castellani, Coriolano Palumbo, Angelo Piccaluga (5) |
| Pro Vercelli     | Andrea Balzaretti (1ª-7ª) Pietro Leone (8ª-30ª)   | Ferdinando Santagostino (28)                                     | Piero Romagnolo (7)                                       |
| Roma             | Luigi Barbesino                                   | Andrea Gadaldi, Franco Scaramelli, Ernesto Tomasi (30)           | Enrique Guaita (28)                                       |
| Sampierdarenese  | Hermann Felsner                                   | Mario Malatesta, Guido Rigotti (29)                              | Cherubino Comini (10)                                     |
| Torino           | Tony Cargnelli                                    | Giuseppe Maina (30)                                              | Fioravante Baldi (III) (9)                                |
| Triestina        | István Tóth                                       | Gino Colaussi, Nereo Rocco (30)                                  | Nereo Rocco (11)                                          |

## Classifica finale
|  | Pos. | Squadra          | Pt | G  | V  | N  | P  | GF | GS |
|  | ---- | ---------------- | -- | -- | -- | -- | -- | -- | -- |
|  | 1.   | Juventus         | 44 | 30 | 18 | 8  | 4  | 45 | 22 |
|  | 2.   | Ambrosiana-Inter | 42 | 30 | 15 | 12 | 3  | 58 | 24 |
|  | 3.   | Fiorentina       | 39 | 30 | 15 | 9  | 6  | 39 | 23 |
|  | 4.   | Roma             | 35 | 30 | 14 | 7  | 9  | 63 | 38 |
|  | 5.   | Lazio            | 32 | 30 | 13 | 6  | 11 | 55 | 46 |
|  | 6.   | Bologna          | 30 | 30 | 11 | 8  | 11 | 46 | 34 |
|  | 7.   | Napoli           | 29 | 30 | 10 | 9  | 11 | 39 | 38 |
|  | 7.   | Alessandria      | 29 | 30 | 12 | 5  | 13 | 44 | 48 |
|  | 7.   | Palermo          | 29 | 30 | 9  | 11 | 10 | 27 | 34 |
|  | 10.  | Milan            | 27 | 30 | 8  | 11 | 11 | 36 | 38 |
|  | 10.  | Triestina        | 27 | 30 | 11 | 5  | 14 | 33 | 44 |
|  | 10.  | Brescia          | 27 | 30 | 10 | 7  | 13 | 29 | 45 |
|  | 13.  | Sampierdarenese  | 26 | 30 | 9  | 8  | 13 | 29 | 42 |
|  | 14.  | Torino           | 25 | 30 | 8  | 9  | 13 | 37 | 45 |
|  | 15.  | Livorno          | 24 | 30 | 8  | 8  | 14 | 28 | 54 |
|  | 16.  | Pro Vercelli     | 15 | 30 | 5  | 5  | 20 | 21 | 54 |

Legenda:
      Campione d'Italia e qualificata in Coppa dell'Europa Centrale 1935.
      Qualificate in Coppa dell'Europa Centrale 1935.
      Retrocesse in Serie B 1935-1936.
Regolamento:
Due punti a vittoria, uno a pareggio, zero a sconfitta.
Era in vigore il pari merito.

### Squadra campione
| Formazione tipo | Giocatori (presenze)        |
| --- | --------------------------- |
| Valinasso Rosetta Foni Varglien I Monti Bertolini Cesarini Ferrari Orsi Varglien II Borel II | Cesare Valinasso (30)       |
| Valinasso Rosetta Foni Varglien I Monti Bertolini Cesarini Ferrari Orsi Varglien II Borel II | Virginio Rosetta (22)       |
| Valinasso Rosetta Foni Varglien I Monti Bertolini Cesarini Ferrari Orsi Varglien II Borel II | Alfredo Foni (27)           |
| Valinasso Rosetta Foni Varglien I Monti Bertolini Cesarini Ferrari Orsi Varglien II Borel II | Mario Varglien (I) (28)     |
| Valinasso Rosetta Foni Varglien I Monti Bertolini Cesarini Ferrari Orsi Varglien II Borel II | Luis Monti (20)             |
| Valinasso Rosetta Foni Varglien I Monti Bertolini Cesarini Ferrari Orsi Varglien II Borel II | Luigi Bertolini (26)        |
| Valinasso Rosetta Foni Varglien I Monti Bertolini Cesarini Ferrari Orsi Varglien II Borel II | Renato Cesarini (25)        |
| Valinasso Rosetta Foni Varglien I Monti Bertolini Cesarini Ferrari Orsi Varglien II Borel II | Giovanni Ferrari (26)       |
| Valinasso Rosetta Foni Varglien I Monti Bertolini Cesarini Ferrari Orsi Varglien II Borel II | Raimundo Orsi (21)          |
| Valinasso Rosetta Foni Varglien I Monti Bertolini Cesarini Ferrari Orsi Varglien II Borel II | Giovanni Varglien (II) (16) |
| Valinasso Rosetta Foni Varglien I Monti Bertolini Cesarini Ferrari Orsi Varglien II Borel II | Felice Borel (II) (29)      |
| Altri giocatori: Umberto Caligaris (11), Luciano Ramella (2), Teobaldo Depetrini (14), Pietro Serantoni (15), Armando Diena (II) (9), Guglielmo Gabetto (6), Alberto Tiberti (2), Lino Cason (1). |                             |

## Risultati

### Tabellone
|                 | Ale  | Amb  | Bol  | Bre  | Fio  | Juv  | Laz  | Liv  | Mil  | Nap  | Pal  | PVe  | Rom  | Sam  | Tor  | Tri  |
| --------------- | ---- | ---- | ---- | ---- | ---- | ---- | ---- | ---- | ---- | ---- | ---- | ---- | ---- | ---- | ---- | ---- |
| Alessandria     | –––– | 1-3  | 2-0  | 1-0  | 2-0  | 0-0  | 1-2  | 4-1  | 2-1  | 4-2  | 4-2  | 2-1  | 1-6  | 2-2  | 3-0  | 3-0  |
| Ambrosiana      | 0-0  | –––– | 1-0  | 5-1  | 1-1  | 0-0  | 1-0  | 5-1  | 2-0  | 2-1  | 3-0  | 1-0  | 0-1  | 6-1  | 4-0  | 7-0  |
| Bologna         | 3-3  | 0-0  | –––– | 3-0  | 2-1  | 2-0  | 1-2  | 4-0  | 6-3  | 3-0  | 0-0  | 5-0  | 1-1  | 0-1  | 3-1  | 1-3  |
| Brescia         | 1-0  | 1-1  | 1-1  | –––– | 1-1  | 0-2  | 1-0  | 4-0  | 2-0  | 0-1  | 2-2  | 3-0  | 2-1  | 1-0  | 2-1  | 2-1  |
| Fiorentina      | 4-1  | 1-1  | 1-0  | 1-0  | –––– | 0-1  | 2-1  | 0-1  | 1-0  | 3-2  | 2-0  | 1-0  | 4-1  | 0-0  | 4-0  | 1-0  |
| Juventus        | 4-1  | 1-0  | 1-0  | 0-0  | 0-0  | –––– | 6-1  | 2-1  | 1-0  | 2-1  | 2-1  | 3-0  | 2-1  | 4-0  | 1-1  | 0-0  |
| Lazio           | 0-1  | 4-2  | 2-1  | 4-0  | 3-5  | 5-3  | –––– | 6-1  | 1-4  | 3-1  | 1-0  | 6-0  | 0-0  | 2-1  | 1-1  | 0-0  |
| Livorno         | 1-0  | 1-1  | 4-1  | 3-1  | 1-2  | 1-2  | 0-2  | –––– | 0-2  | 0-2  | 0-3  | 1-0  | 1-1  | 0-0  | 1-1  | 1-0  |
| Milan           | 2-2  | 2-2  | 0-0  | 0-1  | 1-1  | 3-0  | 1-1  | 1-1  | –––– | 2-2  | 2-1  | 1-0  | 4-4  | 2-1  | 0-0  | 0-1  |
| Napoli          | 0-1  | 0-1  | 1-1  | 2-0  | 1-1  | 0-0  | 3-0  | 1-1  | 0-1  | –––– | 6-0  | 1-0  | 3-2  | 1-1  | 2-1  | 2-1  |
| Palermo         | 2-0  | 1-1  | 0-1  | 0-0  | 0-0  | 0-0  | 2-1  | 2-2  | 1-0  | 2-0  | –––– | 2-0  | 1-0  | 1-0  | 0-0  | 2-0  |
| Pro Vercelli    | 1-0  | 1-1  | 2-1  | 1-1  | 2-0  | 0-1  | 1-0  | 0-1  | 1-2  | 1-1  | 0-0  | –––– | 1-4  | 2-3  | 0-3  | 4-2  |
| Roma            | 3-0  | 3-4  | 1-1  | 4-0  | 0-0  | 1-2  | 1-1  | 5-1  | 1-0  | 4-0  | 5-1  | 3-2  | –––– | 2-0  | 2-1  | 1-2  |
| Sampierdarenese | 2-1  | 0-0  | 2-1  | 3-0  | 0-1  | 0-1  | 2-3  | 0-0  | 0-0  | 1-3  | 1-0  | 0-0  | 1-0  | –––– | 3-2  | 1-0  |
| Torino          | 2-1  | 1-2  | 0-1  | 4-2  | 1-0  | 1-3  | 2-2  | 1-0  | 1-1  | 0-0  | 0-0  | 2-0  | 2-3  | 5-2  | –––– | 3-1  |
| Triestina       | 3-1  | 1-1  | 1-3  | 3-0  | 0-1  | 2-1  | 2-1  | 1-2  | 2-1  | 0-0  | 1-1  | 3-1  | 0-2  | 2-1  | 1-0  | –––– |

### Calendario
| andata (1ª) | andata (1ª) | Prima giornata          | ritorno (16ª) | ritorno (16ª) |
|             |             |                         |               |               |
| 30 set.     | 3-0         | Ambrosiana-Palermo      | 1-1           | 10 feb.       |
| 30 set.     | 0-2         | Brescia-Juventus        | 0-0           | 10 feb.       |
| 30 set.     | 4-1         | Fiorentina-Roma         | 0-0           | 10 feb.       |
| 30 set.     | 6-1         | Lazio-Livorno           | 2-0           | 10 feb.       |
| 30 set.     | 0-1         | Napoli-Alessandria      | 2-4           | 10 feb.       |
| 30 set.     | 1-2         | Pro Vercelli-Milan      | 0-1           | 10 feb.       |
| 30 set.     | 2-1         | Sampierdarenese-Bologna | 1-0           | 10 feb.       |
| 30 set.     | 3-1         | Torino-Triestina        | 0-1           | 10 feb.       |

| andata (3ª) | andata (3ª) | Terza giornata           | ritorno (18ª) | ritorno (18ª) |
|             |             |                          |               |               |
| 14 ott.     | 7-0         | Ambrosiana-Triestina     | 1-1           | 3 mar.        |
| 14 ott.     | 2-0         | Brescia-Milan            | 1-0           | 3 mar.        |
| 14 ott.     | 1-0         | Fiorentina-Pro Vercelli  | 0-2           | 3 mar.        |
| 14 ott.     | 2-1         | Lazio-Bologna            | 2-1           | 3 mar.        |
| 14 ott.     | 3-2         | Napoli-Roma              | 0-4           | 3 mar.        |
| 14 ott.     | 2-2         | Palermo-Livorno          | 3-0           | 3 mar.        |
| 14 ott.     | 0-1         | Sampierdarenese-Juventus | 0-4           | 3 mar.        |
| 14 ott.     | 2-1         | Torino-Alessandria       | 0-3           | 3 mar.        |

| andata (5ª) | andata (5ª) | Quinta giornata        | ritorno (20ª) | ritorno (20ª) |
|             |             |                        |               |               |
| 4 nov.      | 0-0         | Ambrosiana-Alessandria | 3-1           | 17 mar.       |
| 4 nov.      | 1-1         | Brescia-Fiorentina     | 0-1           | 17 mar.       |
| 4 nov.      | 5-3         | Lazio-Juventus         | 1-6           | 17 mar.       |
| 4 nov.      | 4-1         | Livorno-Bologna        | 0-4           | 17 mar.       |
| 4 nov.      | 1-0         | Napoli-Pro Vercelli    | 1-1           | 17 mar.       |
| 4 nov.      | 0-0         | Sampierdarenese-Milan  | 1-2           | 17 mar.       |
| 4 nov.      | 2-3         | Torino-Roma            | 1-2           | 17 mar.       |
| 4 nov.      | 1-1         | Triestina-Palermo      | 0-2           | 17 mar.       |

| andata (7ª) | andata (7ª) | Settima giornata           | ritorno (22ª) | ritorno (22ª) |
|             |             |                            |               |               |
| 25 nov.     | 0-1         | Ambrosiana-Roma            | 4-3           | 7 apr.        |
| 25 nov.     | 1-4         | Lazio-Milan                | 1-1           | 7 apr.        |
| 25 nov.     | 1-2         | Livorno-Juventus           | 1-2           | 7 apr.        |
| 25 nov.     | 2-0         | Napoli-Brescia             | 1-0           | 7 apr.        |
| 25 nov.     | 0-1         | Palermo-Bologna            | 0-0           | 7 apr.        |
| 25 nov.     | 0-1         | Sampierdarenese-Fiorentina | 0-0           | 7 apr.        |
| 25 nov.     | 2-0         | Torino-Pro Vercelli        | 3-0           | 7 apr.        |
| 25 nov.     | 3-1         | Triestina-Alessandria      | 0-3           | 7 apr.        |

| andata (9ª) | andata (9ª) | Nona giornata           | ritorno (24ª) | ritorno (24ª) |
|             |             |                         |               |               |
| 16 dic.     | 4-2         | Alessandria-Palermo     | 0-2           | 21 apr.       |
| 16 dic.     | 1-0         | Ambrosiana-Pro Vercelli | 1-1           | 21 apr.       |
| 16 dic.     | 2-0         | Bologna-Juventus        | 0-1           | 21 apr.       |
| 16 dic.     | 3-5         | Lazio-Fiorentina        | 1-2           | 22 apr.       |
| 16 dic.     | 0-2         | Livorno-Milan           | 1-1           | 22 apr.       |
| 16 dic.     | 1-3         | Sampierdarenese-Napoli  | 1-1           | 21 apr.       |
| 16 dic.     | 4-2         | Torino-Brescia          | 1-2           | 21 apr.       |
| 16 dic.     | 0-2         | Triestina-Roma          | 2-1           | 21 apr.       |

| andata (11ª) | andata (11ª) | Undicesima giornata    | ritorno (26ª) | ritorno (26ª) |
|              |              |                        |               |               |
| 6 gen.       | 1-6          | Alessandria-Roma       | 0-3           | 5 mag.        |
| 6 gen.       | 5-1          | Ambrosiana-Brescia     | 1-1           | 5 mag.        |
| 6 gen.       | 6-3          | Bologna-Milan          | 0-0           | 5 mag.        |
| 6 gen.       | 3-1          | Lazio-Napoli           | 0-3           | 5 mag.        |
| 6 gen.       | 1-2          | Livorno-Fiorentina     | 1-0           | 5 mag.        |
| 6 gen.       | 0-0          | Palermo-Juventus       | 1-2           | 5 mag.        |
| 6 gen.       | 5-2          | Torino-Sampierdarenese | 2-3           | 5 mag.        |
| 6 gen.       | 3-1          | Triestina-Pro Vercelli | 2-4           | 5 mag.        |

| andata (13ª) | andata (13ª) | Tredicesima giornata       | ritorno (28ª) | ritorno (28ª) |
|              |              |                            |               |               |
| 20 gen.      | 2-1          | Alessandria-Pro Vercelli   | 0-1           | 19 mag.       |
| 20 gen.      | 6-1          | Ambrosiana-Sampierdarenese | 0-0           | 19 mag.       |
| 20 gen.      | 2-1          | Bologna-Fiorentina         | 0-1           | 19 mag.       |
| 20 gen.      | 1-0          | Juventus-Milan             | 0-3           | 19 mag.       |
| 20 gen.      | 1-1          | Lazio-Torino               | 2-2           | 19 mag.       |
| 20 gen.      | 0-2          | Livorno-Napoli             | 1-1           | 19 mag.       |
| 20 gen.      | 1-0          | Palermo-Roma               | 1-5           | 19 mag.       |
| 20 gen.      | 3-0          | Triestina-Brescia          | 1-2           | 19 mag.       |

| andata (15ª) | andata (15ª) | Quindicesima giornata     | ritorno (30ª) | ritorno (30ª) |
|              |              |                           |               |               |
| 3 feb.       | 1-0          | Alessandria-Brescia       | 0-1           | 2 giu.        |
| 3 feb.       | 1-0          | Ambrosiana-Lazio          | 2-4           | 2 giu.        |
| 3 feb.       | 3-0          | Bologna-Napoli            | 1-1           | 2 giu.        |
| 3 feb.       | 0-0          | Juventus-Fiorentina       | 1-0           | 2 giu.        |
| 3 feb.       | 1-1          | Livorno-Torino            | 0-1           | 2 giu.        |
| 3 feb.       | 1-0          | Palermo-Milan             | 1-2           | 2 giu.        |
| 3 feb.       | 3-2          | Roma-Pro Vercelli         | 4-1           | 2 giu.        |
| 3 feb.       | 2-1          | Triestina-Sampierdarenese | 0-1           | 2 giu.        |

| andata (2ª) | andata (2ª) | Seconda giornata            | ritorno (17ª) | ritorno (17ª) |
|             |             |                             |               |               |
| 7 ott.      | 2-2         | Alessandria-Sampierdarenese | 1-2           | 24 feb.       |
| 7 ott.      | 3-1         | Bologna-Torino              | 1-0           | 24 feb.       |
| 7 ott.      | 2-1         | Juventus-Napoli             | 0-0           | 24 feb.       |
| 7 ott.      | 1-1         | Livorno-Ambrosiana          | 1-5           | 24 feb.       |
| 7 ott.      | 1-1         | Milan-Fiorentina            | 0-1           | 24 feb.       |
| 7 ott.      | 2-0         | Palermo-Pro Vercelli        | 0-0           | 24 feb.       |
| 7 ott.      | 4-0         | Roma-Brescia                | 1-2           | 24 feb.       |
| 7 ott.      | 2-1         | Triestina-Lazio             | 0-0           | 24 feb.       |

| andata (4ª) | andata (4ª) | Quarta giornata      | ritorno (19ª) | ritorno (19ª) |
|             |             |                      |               |               |
| 21 ott.     | 1-2         | Alessandria-Lazio    | 1-0           | 10 mar.       |
| 21 ott.     | 0-0         | Bologna-Ambrosiana   | 0-1           | 10 mar.       |
| 21 ott.     | 2-0         | Fiorentina-Palermo   | 0-0           | 10 mar.       |
| 21 ott.     | 1-1         | Juventus-Torino      | 3-1           | 10 mar.       |
| 21 ott.     | 1-0         | Livorno-Triestina    | 2-1           | 10 mar.       |
| 21 ott.     | 2-2         | Milan-Napoli         | 1-0           | 10 mar.       |
| 21 ott.     | 1-1         | Pro Vercelli-Brescia | 0-3           | 10 mar.       |
| 21 ott.     | 2-0         | Roma-Sampierdarenese | 0-1           | 10 mar.       |

| andata (6ª) | andata (6ª) | Sesta giornata               | ritorno (21ª) | ritorno (21ª) |
|             |             |                              |               |               |
| 18 nov.     | 4-1         | Alessandria-Livorno          | 0-1           | 31 mar.       |
| 18 nov.     | 1-3         | Bologna-Triestina            | 3-1           | 31 mar.       |
| 18 nov.     | 3-2         | Fiorentina-Napoli            | 1-1           | 31 mar.       |
| 18 nov.     | 1-0         | Juventus-Ambrosiana          | 0-0           | 31 mar.       |
| 18 nov.     | 0-0         | Milan-Torino                 | 1-1           | 31 mar.       |
| 18 nov.     | 0-0         | Palermo-Brescia              | 2-2           | 31 mar.       |
| 18 nov.     | 2-3         | Pro Vercelli-Sampierdarenese | 0-0           | 31 mar.       |
| 18 nov.     | 1-1         | Roma-Lazio                   | 0-0           | 31 mar.       |

| andata (8ª) | andata (8ª) | Ottava giornata         | ritorno (23ª) | ritorno (23ª) |
|             |             |                         |               |               |
| 2 dic.      | 2-0         | Alessandria-Bologna     | 3-3           | 14 apr.       |
| 6 dic.      | 1-0         | Brescia-Sampierdarenese | 0-3           | 14 apr.       |
| 2 dic.      | 4-0         | Fiorentina-Torino       | 0-1           | 14 apr.       |
| 2 dic.      | 0-0         | Juventus-Triestina      | 1-2           | 14 apr.       |
| 2 dic.      | 2-2         | Milan-Ambrosiana        | 0-2           | 14 apr.       |
| 2 dic.      | 6-0         | Napoli-Palermo          | 0-2           | 14 apr.       |
| 2 dic.      | 1-0         | Pro Vercelli-Lazio      | 0-6           | 14 apr.       |
| 2 dic.      | 5-1         | Roma-Livorno            | 1-1           | 14 apr.       |

| andata (10ª) | andata (10ª) | Decima giornata         | ritorno (25ª) | ritorno (25ª) |
|              |              |                         |               |               |
| 23 dic.      | 1-0          | Brescia-Lazio           | 0-4           | 28 apr.       |
| 23 dic.      | 1-1          | Fiorentina-Ambrosiana   | 1-1           | 28 apr.       |
| 23 dic.      | 4-1          | Juventus-Alessandria    | 0-0           | 28 apr.       |
| 23 dic.      | 0-1          | Milan-Triestina         | 1-2           | 28 apr.       |
| 23 dic.      | 2-1          | Napoli-Torino           | 0-0           | 28 apr.       |
| 23 dic.      | 1-0          | Palermo-Sampierdarenese | 0-1           | 28 apr.       |
| 23 dic.      | 0-1          | Pro Vercelli-Livorno    | 0-1           | 28 apr.       |
| 23 dic.      | 1-1          | Roma-Bologna            | 1-1           | 28 apr.       |

| andata (12ª) | andata (12ª) | Dodicesima giornata   | ritorno (27ª) | ritorno (27ª) |
|              |              |                       |               |               |
| 13 gen.      | 4-0          | Brescia-Livorno       | 1-3           | 12 mag.       |
| 13 gen.      | 1-0          | Fiorentina-Triestina  | 1-0           | 12 mag.       |
| 13 gen.      | 2-2          | Milan-Alessandria     | 1-2           | 12 mag.       |
| 13 gen.      | 0-1          | Napoli-Ambrosiana     | 1-2           | 12 mag.       |
| 13 gen.      | 2-1          | Pro Vercelli-Bologna  | 0-5           | 12 mag.       |
| 13 gen.      | 1-2          | Roma-Juventus         | 1-2           | 12 mag.       |
| 13 gen.      | 2-3          | Sampierdarenese-Lazio | 1-2           | 12 mag.       |
| 13 gen.      | 0-0          | Torino-Palermo        | 0-0           | 12 mag.       |

| andata (14ª) | andata (14ª) | Quattordicesima giornata | ritorno (29ª) | ritorno (29ª) |
|              |              |                          |               |               |
| 27 gen.      | 1-1          | Brescia-Bologna          | 0-3           | 26 mag.       |
| 27 gen.      | 4-1          | Fiorentina-Alessandria   | 0-2           | 26 mag.       |
| 27 gen.      | 1-0          | Lazio-Palermo            | 1-2           | 26 mag.       |
| 27 gen.      | 4-4          | Milan-Roma               | 0-1           | 26 mag.       |
| 27 gen.      | 2-1          | Napoli-Triestina         | 0-0           | 26 mag.       |
| 27 gen.      | 0-1          | Pro Vercelli-Juventus    | 0-3           | 26 mag.       |
| 27 gen.      | 0-0          | Sampierdarenese-Livorno  | 0-0           | 26 mag.       |
| 27 gen.      | 1-2          | Torino-Ambrosiana        | 0-4           | 26 mag.       |

| andata (1ª) | andata (1ª) | Prima giornata          | ritorno (16ª) | ritorno (16ª) |
|             |             |                         |               |               |
| 30 set.     | 3-0         | Ambrosiana-Palermo      | 1-1           | 10 feb.       |
| 30 set.     | 0-2         | Brescia-Juventus        | 0-0           | 10 feb.       |
| 30 set.     | 4-1         | Fiorentina-Roma         | 0-0           | 10 feb.       |
| 30 set.     | 6-1         | Lazio-Livorno           | 2-0           | 10 feb.       |
| 30 set.     | 0-1         | Napoli-Alessandria      | 2-4           | 10 feb.       |
| 30 set.     | 1-2         | Pro Vercelli-Milan      | 0-1           | 10 feb.       |
| 30 set.     | 2-1         | Sampierdarenese-Bologna | 1-0           | 10 feb.       |
| 30 set.     | 3-1         | Torino-Triestina        | 0-1           | 10 feb.       |

| andata (3ª) | andata (3ª) | Terza giornata           | ritorno (18ª) | ritorno (18ª) |
|             |             |                          |               |               |
| 14 ott.     | 7-0         | Ambrosiana-Triestina     | 1-1           | 3 mar.        |
| 14 ott.     | 2-0         | Brescia-Milan            | 1-0           | 3 mar.        |
| 14 ott.     | 1-0         | Fiorentina-Pro Vercelli  | 0-2           | 3 mar.        |
| 14 ott.     | 2-1         | Lazio-Bologna            | 2-1           | 3 mar.        |
| 14 ott.     | 3-2         | Napoli-Roma              | 0-4           | 3 mar.        |
| 14 ott.     | 2-2         | Palermo-Livorno          | 3-0           | 3 mar.        |
| 14 ott.     | 0-1         | Sampierdarenese-Juventus | 0-4           | 3 mar.        |
| 14 ott.     | 2-1         | Torino-Alessandria       | 0-3           | 3 mar.        |

| andata (5ª) | andata (5ª) | Quinta giornata        | ritorno (20ª) | ritorno (20ª) |
|             |             |                        |               |               |
| 4 nov.      | 0-0         | Ambrosiana-Alessandria | 3-1           | 17 mar.       |
| 4 nov.      | 1-1         | Brescia-Fiorentina     | 0-1           | 17 mar.       |
| 4 nov.      | 5-3         | Lazio-Juventus         | 1-6           | 17 mar.       |
| 4 nov.      | 4-1         | Livorno-Bologna        | 0-4           | 17 mar.       |
| 4 nov.      | 1-0         | Napoli-Pro Vercelli    | 1-1           | 17 mar.       |
| 4 nov.      | 0-0         | Sampierdarenese-Milan  | 1-2           | 17 mar.       |
| 4 nov.      | 2-3         | Torino-Roma            | 1-2           | 17 mar.       |
| 4 nov.      | 1-1         | Triestina-Palermo      | 0-2           | 17 mar.       |

| andata (7ª) | andata (7ª) | Settima giornata           | ritorno (22ª) | ritorno (22ª) |
|             |             |                            |               |               |
| 25 nov.     | 0-1         | Ambrosiana-Roma            | 4-3           | 7 apr.        |
| 25 nov.     | 1-4         | Lazio-Milan                | 1-1           | 7 apr.        |
| 25 nov.     | 1-2         | Livorno-Juventus           | 1-2           | 7 apr.        |
| 25 nov.     | 2-0         | Napoli-Brescia             | 1-0           | 7 apr.        |
| 25 nov.     | 0-1         | Palermo-Bologna            | 0-0           | 7 apr.        |
| 25 nov.     | 0-1         | Sampierdarenese-Fiorentina | 0-0           | 7 apr.        |
| 25 nov.     | 2-0         | Torino-Pro Vercelli        | 3-0           | 7 apr.        |
| 25 nov.     | 3-1         | Triestina-Alessandria      | 0-3           | 7 apr.        |

| andata (9ª) | andata (9ª) | Nona giornata           | ritorno (24ª) | ritorno (24ª) |
|             |             |                         |               |               |
| 16 dic.     | 4-2         | Alessandria-Palermo     | 0-2           | 21 apr.       |
| 16 dic.     | 1-0         | Ambrosiana-Pro Vercelli | 1-1           | 21 apr.       |
| 16 dic.     | 2-0         | Bologna-Juventus        | 0-1           | 21 apr.       |
| 16 dic.     | 3-5         | Lazio-Fiorentina        | 1-2           | 22 apr.       |
| 16 dic.     | 0-2         | Livorno-Milan           | 1-1           | 22 apr.       |
| 16 dic.     | 1-3         | Sampierdarenese-Napoli  | 1-1           | 21 apr.       |
| 16 dic.     | 4-2         | Torino-Brescia          | 1-2           | 21 apr.       |
| 16 dic.     | 0-2         | Triestina-Roma          | 2-1           | 21 apr.       |

| andata (11ª) | andata (11ª) | Undicesima giornata    | ritorno (26ª) | ritorno (26ª) |
|              |              |                        |               |               |
| 6 gen.       | 1-6          | Alessandria-Roma       | 0-3           | 5 mag.        |
| 6 gen.       | 5-1          | Ambrosiana-Brescia     | 1-1           | 5 mag.        |
| 6 gen.       | 6-3          | Bologna-Milan          | 0-0           | 5 mag.        |
| 6 gen.       | 3-1          | Lazio-Napoli           | 0-3           | 5 mag.        |
| 6 gen.       | 1-2          | Livorno-Fiorentina     | 1-0           | 5 mag.        |
| 6 gen.       | 0-0          | Palermo-Juventus       | 1-2           | 5 mag.        |
| 6 gen.       | 5-2          | Torino-Sampierdarenese | 2-3           | 5 mag.        |
| 6 gen.       | 3-1          | Triestina-Pro Vercelli | 2-4           | 5 mag.        |

| andata (13ª) | andata (13ª) | Tredicesima giornata       | ritorno (28ª) | ritorno (28ª) |
|              |              |                            |               |               |
| 20 gen.      | 2-1          | Alessandria-Pro Vercelli   | 0-1           | 19 mag.       |
| 20 gen.      | 6-1          | Ambrosiana-Sampierdarenese | 0-0           | 19 mag.       |
| 20 gen.      | 2-1          | Bologna-Fiorentina         | 0-1           | 19 mag.       |
| 20 gen.      | 1-0          | Juventus-Milan             | 0-3           | 19 mag.       |
| 20 gen.      | 1-1          | Lazio-Torino               | 2-2           | 19 mag.       |
| 20 gen.      | 0-2          | Livorno-Napoli             | 1-1           | 19 mag.       |
| 20 gen.      | 1-0          | Palermo-Roma               | 1-5           | 19 mag.       |
| 20 gen.      | 3-0          | Triestina-Brescia          | 1-2           | 19 mag.       |

| andata (15ª) | andata (15ª) | Quindicesima giornata     | ritorno (30ª) | ritorno (30ª) |
|              |              |                           |               |               |
| 3 feb.       | 1-0          | Alessandria-Brescia       | 0-1           | 2 giu.        |
| 3 feb.       | 1-0          | Ambrosiana-Lazio          | 2-4           | 2 giu.        |
| 3 feb.       | 3-0          | Bologna-Napoli            | 1-1           | 2 giu.        |
| 3 feb.       | 0-0          | Juventus-Fiorentina       | 1-0           | 2 giu.        |
| 3 feb.       | 1-1          | Livorno-Torino            | 0-1           | 2 giu.        |
| 3 feb.       | 1-0          | Palermo-Milan             | 1-2           | 2 giu.        |
| 3 feb.       | 3-2          | Roma-Pro Vercelli         | 4-1           | 2 giu.        |
| 3 feb.       | 2-1          | Triestina-Sampierdarenese | 0-1           | 2 giu.        |

| andata (2ª) | andata (2ª) | Seconda giornata            | ritorno (17ª) | ritorno (17ª) |
|             |             |                             |               |               |
| 7 ott.      | 2-2         | Alessandria-Sampierdarenese | 1-2           | 24 feb.       |
| 7 ott.      | 3-1         | Bologna-Torino              | 1-0           | 24 feb.       |
| 7 ott.      | 2-1         | Juventus-Napoli             | 0-0           | 24 feb.       |
| 7 ott.      | 1-1         | Livorno-Ambrosiana          | 1-5           | 24 feb.       |
| 7 ott.      | 1-1         | Milan-Fiorentina            | 0-1           | 24 feb.       |
| 7 ott.      | 2-0         | Palermo-Pro Vercelli        | 0-0           | 24 feb.       |
| 7 ott.      | 4-0         | Roma-Brescia                | 1-2           | 24 feb.       |
| 7 ott.      | 2-1         | Triestina-Lazio             | 0-0           | 24 feb.       |

| andata (4ª) | andata (4ª) | Quarta giornata      | ritorno (19ª) | ritorno (19ª) |
|             |             |                      |               |               |
| 21 ott.     | 1-2         | Alessandria-Lazio    | 1-0           | 10 mar.       |
| 21 ott.     | 0-0         | Bologna-Ambrosiana   | 0-1           | 10 mar.       |
| 21 ott.     | 2-0         | Fiorentina-Palermo   | 0-0           | 10 mar.       |
| 21 ott.     | 1-1         | Juventus-Torino      | 3-1           | 10 mar.       |
| 21 ott.     | 1-0         | Livorno-Triestina    | 2-1           | 10 mar.       |
| 21 ott.     | 2-2         | Milan-Napoli         | 1-0           | 10 mar.       |
| 21 ott.     | 1-1         | Pro Vercelli-Brescia | 0-3           | 10 mar.       |
| 21 ott.     | 2-0         | Roma-Sampierdarenese | 0-1           | 10 mar.       |

| andata (6ª) | andata (6ª) | Sesta giornata               | ritorno (21ª) | ritorno (21ª) |
|             |             |                              |               |               |
| 18 nov.     | 4-1         | Alessandria-Livorno          | 0-1           | 31 mar.       |
| 18 nov.     | 1-3         | Bologna-Triestina            | 3-1           | 31 mar.       |
| 18 nov.     | 3-2         | Fiorentina-Napoli            | 1-1           | 31 mar.       |
| 18 nov.     | 1-0         | Juventus-Ambrosiana          | 0-0           | 31 mar.       |
| 18 nov.     | 0-0         | Milan-Torino                 | 1-1           | 31 mar.       |
| 18 nov.     | 0-0         | Palermo-Brescia              | 2-2           | 31 mar.       |
| 18 nov.     | 2-3         | Pro Vercelli-Sampierdarenese | 0-0           | 31 mar.       |
| 18 nov.     | 1-1         | Roma-Lazio                   | 0-0           | 31 mar.       |

| andata (8ª) | andata (8ª) | Ottava giornata         | ritorno (23ª) | ritorno (23ª) |
|             |             |                         |               |               |
| 2 dic.      | 2-0         | Alessandria-Bologna     | 3-3           | 14 apr.       |
| 6 dic.      | 1-0         | Brescia-Sampierdarenese | 0-3           | 14 apr.       |
| 2 dic.      | 4-0         | Fiorentina-Torino       | 0-1           | 14 apr.       |
| 2 dic.      | 0-0         | Juventus-Triestina      | 1-2           | 14 apr.       |
| 2 dic.      | 2-2         | Milan-Ambrosiana        | 0-2           | 14 apr.       |
| 2 dic.      | 6-0         | Napoli-Palermo          | 0-2           | 14 apr.       |
| 2 dic.      | 1-0         | Pro Vercelli-Lazio      | 0-6           | 14 apr.       |
| 2 dic.      | 5-1         | Roma-Livorno            | 1-1           | 14 apr.       |

| andata (10ª) | andata (10ª) | Decima giornata         | ritorno (25ª) | ritorno (25ª) |
|              |              |                         |               |               |
| 23 dic.      | 1-0          | Brescia-Lazio           | 0-4           | 28 apr.       |
| 23 dic.      | 1-1          | Fiorentina-Ambrosiana   | 1-1           | 28 apr.       |
| 23 dic.      | 4-1          | Juventus-Alessandria    | 0-0           | 28 apr.       |
| 23 dic.      | 0-1          | Milan-Triestina         | 1-2           | 28 apr.       |
| 23 dic.      | 2-1          | Napoli-Torino           | 0-0           | 28 apr.       |
| 23 dic.      | 1-0          | Palermo-Sampierdarenese | 0-1           | 28 apr.       |
| 23 dic.      | 0-1          | Pro Vercelli-Livorno    | 0-1           | 28 apr.       |
| 23 dic.      | 1-1          | Roma-Bologna            | 1-1           | 28 apr.       |

| andata (12ª) | andata (12ª) | Dodicesima giornata   | ritorno (27ª) | ritorno (27ª) |
|              |              |                       |               |               |
| 13 gen.      | 4-0          | Brescia-Livorno       | 1-3           | 12 mag.       |
| 13 gen.      | 1-0          | Fiorentina-Triestina  | 1-0           | 12 mag.       |
| 13 gen.      | 2-2          | Milan-Alessandria     | 1-2           | 12 mag.       |
| 13 gen.      | 0-1          | Napoli-Ambrosiana     | 1-2           | 12 mag.       |
| 13 gen.      | 2-1          | Pro Vercelli-Bologna  | 0-5           | 12 mag.       |
| 13 gen.      | 1-2          | Roma-Juventus         | 1-2           | 12 mag.       |
| 13 gen.      | 2-3          | Sampierdarenese-Lazio | 1-2           | 12 mag.       |
| 13 gen.      | 0-0          | Torino-Palermo        | 0-0           | 12 mag.       |

| andata (14ª) | andata (14ª) | Quattordicesima giornata | ritorno (29ª) | ritorno (29ª) |
|              |              |                          |               |               |
| 27 gen.      | 1-1          | Brescia-Bologna          | 0-3           | 26 mag.       |
| 27 gen.      | 4-1          | Fiorentina-Alessandria   | 0-2           | 26 mag.       |
| 27 gen.      | 1-0          | Lazio-Palermo            | 1-2           | 26 mag.       |
| 27 gen.      | 4-4          | Milan-Roma               | 0-1           | 26 mag.       |
| 27 gen.      | 2-1          | Napoli-Triestina         | 0-0           | 26 mag.       |
| 27 gen.      | 0-1          | Pro Vercelli-Juventus    | 0-3           | 26 mag.       |
| 27 gen.      | 0-0          | Sampierdarenese-Livorno  | 0-0           | 26 mag.       |
| 27 gen.      | 1-2          | Torino-Ambrosiana        | 0-4           | 26 mag.       |

## Statistiche

### Squadra

#### Capoliste solitarie
|    | ——   | ——   | —— | —— | ——         | ——         | ——         | ——         | ——         | ——         | ——         | ——         | ——         | ——         | ——         | ——         | ——         | ——  | ——  | ——  | ——   | ——   | ——  | ——  | ——   | ——   | ——  | ——  | ——  | —— |  |
|    | Juve | Juve |    |    | Fiorentina | Fiorentina | Fiorentina | Fiorentina | Fiorentina | Fiorentina | Fiorentina | Fiorentina | Fiorentina | Fiorentina | Fiorentina | Fiorentina | Fiorentina |     |     |     | Juve | Juve |     |     | Juve | Juve |     |     | Juv |    |  |
|    |      |      |    |    |            |            |            |            |            |            |            |            |            |            |            |            |            |     |     |     |      |      |     |     |      |      |     |     |     |    |  |
|    |      |      |    |    |            |            |            |            |            |            |            |            |            |            |            |            |            |     |     |     |      |      |     |     |      |      |     |     |     |    |  |
| 1ª | 2ª   | 3ª   | 4ª | 5ª | 6ª         | 7ª         | 8ª         | 9ª         | 10ª        | 11ª        | 12ª        | 13ª        | 14ª        | 15ª        | 16ª        | 17ª        | 18ª        | 19ª | 20ª | 21ª | 22ª  | 23ª  | 24ª | 25ª | 26ª  | 27ª  | 28ª | 29ª | 30ª |    |  |

#### Classifica in divenire
| [ 19 ]          | 1ª | 2ª | 3ª | 4ª | 5ª | 6ª | 7ª | 8ª | 9ª | 10ª | 11ª | 12ª | 13ª | 14ª | 15ª | 16ª | 17ª | 18ª | 19ª | 20ª | 21ª | 22ª | 23ª | 24ª | 25ª | 26ª | 27ª | 28ª | 29ª | 30ª |
| [ 19 ]          |    |    |    |    |    |    |    |    |    |     |     |     |     |     |     |     |     |     |     |     |     |     |     |     |     |     |     |     |     |     |
| --------------- | -- | -- | -- | -- | -- | -- | -- | -- | -- | --- | --- | --- | --- | --- | --- | --- | --- | --- | --- | --- | --- | --- | --- | --- | --- | --- | --- | --- | --- | --- |
| Alessandria     | 2  | 3  | 3  | 3  | 4  | 6  | 6  | 8  | 10 | 10  | 10  | 11  | 13  | 13  | 15  | 17  | 17  | 19  | 21  | 21  | 21  | 23  | 24  | 24  | 25  | 25  | 27  | 27  | 29  | 29  |
| Ambrosiana      | 2  | 3  | 5  | 6  | 7  | 7  | 7  | 8  | 10 | 11  | 13  | 15  | 17  | 19  | 21  | 22  | 24  | 25  | 27  | 29  | 30  | 32  | 34  | 35  | 36  | 37  | 39  | 40  | 42  | 42  |
| Bologna         | 0  | 2  | 2  | 3  | 3  | 3  | 5  | 5  | 7  | 8   | 10  | 10  | 12  | 13  | 15  | 15  | 17  | 17  | 17  | 19  | 21  | 22  | 23  | 23  | 24  | 25  | 27  | 27  | 29  | 30  |
| Brescia         | 0  | 0  | 2  | 3  | 4  | 5  | 5  | 7  | 7  | 9   | 9   | 11  | 11  | 12  | 12  | 13  | 15  | 17  | 19  | 19  | 20  | 20  | 20  | 22  | 22  | 23  | 23  | 25  | 25  | 27  |
| Fiorentina      | 2  | 3  | 5  | 7  | 8  | 10 | 12 | 14 | 16 | 17  | 19  | 21  | 21  | 23  | 24  | 25  | 27  | 27  | 28  | 30  | 31  | 32  | 32  | 34  | 35  | 35  | 37  | 39  | 39  | 39  |
| Juventus        | 2  | 4  | 6  | 7  | 7  | 9  | 11 | 12 | 12 | 14  | 15  | 17  | 19  | 21  | 22  | 23  | 24  | 26  | 28  | 30  | 31  | 33  | 33  | 35  | 36  | 38  | 40  | 40  | 42  | 44  |
| Lazio           | 2  | 2  | 4  | 6  | 8  | 9  | 9  | 9  | 9  | 9   | 11  | 13  | 14  | 16  | 16  | 18  | 19  | 21  | 21  | 21  | 22  | 23  | 25  | 25  | 27  | 27  | 29  | 30  | 30  | 32  |
| Livorno         | 0  | 1  | 2  | 4  | 6  | 6  | 6  | 6  | 6  | 8   | 8   | 8   | 8   | 9   | 10  | 10  | 10  | 10  | 12  | 12  | 14  | 14  | 15  | 16  | 18  | 20  | 22  | 23  | 24  | 24  |
| Milan           | 2  | 3  | 3  | 4  | 5  | 6  | 8  | 9  | 11 | 11  | 11  | 12  | 12  | 13  | 13  | 15  | 15  | 15  | 17  | 19  | 20  | 21  | 21  | 22  | 22  | 23  | 23  | 25  | 25  | 27  |
| Napoli          | 0  | 0  | 2  | 3  | 5  | 5  | 7  | 9  | 11 | 13  | 13  | 13  | 15  | 17  | 17  | 17  | 18  | 18  | 18  | 19  | 20  | 22  | 22  | 23  | 24  | 26  | 26  | 27  | 28  | 29  |
| Palermo         | 0  | 2  | 3  | 3  | 4  | 5  | 5  | 5  | 5  | 7   | 8   | 9   | 11  | 11  | 13  | 14  | 15  | 17  | 18  | 20  | 21  | 22  | 24  | 26  | 26  | 26  | 27  | 27  | 29  | 29  |
| Pro Vercelli    | 0  | 0  | 0  | 1  | 1  | 1  | 1  | 3  | 3  | 3   | 3   | 5   | 5   | 5   | 5   | 5   | 6   | 8   | 8   | 9   | 10  | 10  | 10  | 11  | 11  | 13  | 13  | 15  | 15  | 15  |
| Roma            | 0  | 2  | 2  | 4  | 6  | 7  | 9  | 11 | 13 | 14  | 16  | 16  | 16  | 17  | 19  | 20  | 20  | 22  | 22  | 24  | 25  | 25  | 26  | 26  | 27  | 29  | 29  | 31  | 33  | 35  |
| Sampierdarenese | 2  | 3  | 3  | 3  | 4  | 6  | 6  | 6  | 6  | 6   | 6   | 6   | 6   | 7   | 7   | 9   | 11  | 11  | 13  | 13  | 14  | 15  | 17  | 18  | 20  | 22  | 22  | 23  | 24  | 26  |
| Torino          | 2  | 2  | 4  | 5  | 5  | 6  | 8  | 8  | 10 | 10  | 12  | 13  | 14  | 14  | 15  | 15  | 15  | 15  | 15  | 15  | 16  | 18  | 20  | 20  | 21  | 21  | 22  | 23  | 23  | 25  |
| Triestina       | 0  | 2  | 2  | 2  | 3  | 5  | 7  | 8  | 8  | 10  | 12  | 12  | 14  | 14  | 16  | 18  | 19  | 20  | 20  | 20  | 20  | 20  | 22  | 24  | 26  | 26  | 26  | 26  | 27  | 27  |

#### Classifiche di rendimento

##### Rendimento andata-ritorno
| Andata          | Andata | Ritorno         | Ritorno |
|                 |        |                 |         |
| Fiorentina      | 24     | Juventus        | 22      |
| Juventus        | 22     | Ambrosiana      | 21      |
| Ambrosiana      | 21     | Sampierdarenese | 19      |
| Roma            | 19     | Lazio           | 16      |
| Napoli          | 17     | Palermo         | 16      |
| Lazio           | 16     | Roma            | 16      |
| Triestina       | 16     | Bologna         | 15      |
| Alessandria     | 15     | Brescia         | 15      |
| Bologna         | 15     | Fiorentina      | 15      |
| Torino          | 15     | Alessandria     | 14      |
| Milan           | 13     | Livorno         | 14      |
| Palermo         | 13     | Milan           | 14      |
| Brescia         | 12     | Napoli          | 12      |
| Livorno         | 10     | Triestina       | 11      |
| Sampierdarenese | 7      | Pro Vercelli    | 10      |
| Pro Vercelli    | 5      | Torino          | 10      |

##### Rendimento casa-trasferta
| Casa            | Casa | Trasferta       | Trasferta |
|                 |      |                 |           |
| Juventus        | 26   | Juventus        | 18        |
| Ambrosiana      | 25   | Ambrosiana      | 17        |
| Fiorentina      | 24   | Fiorentina      | 15        |
| Alessandria     | 22   | Roma            | 14        |
| Brescia         | 22   | Lazio           | 11        |
| Palermo         | 22   | Bologna         | 10        |
| Lazio           | 21   | Napoli          | 10        |
| Roma            | 21   | Livorno         | 10        |
| Bologna         | 20   | Milan           | 10        |
| Napoli          | 19   | Sampierdarenese | 8         |
| Triestina       | 19   | Triestina       | 8         |
| Sampierdarenese | 18   | Alessandria     | 7         |
| Torino          | 18   | Palermo         | 7         |
| Milan           | 17   | Torino          | 7         |
| Livorno         | 14   | Brescia         | 5         |
| Pro Vercelli    | 14   | Pro Vercelli    | 1         |

#### Primati stagionali
- Maggior numero di vittorie: Juventus (18)
- Minor numero di sconfitte: Ambrosiana (3)
- Miglior attacco: Roma (63 reti fatte)
- Miglior difesa: Juventus (22 reti subite)
- Miglior differenza reti: Ambrosiana (+34)
- Maggior numero di pareggi: Ambrosiana (12)
- Minor numero di vittorie: Pro Vercelli (5)
- Maggior numero di sconfitte: Pro Vercelli (20)
- Peggiore attacco: Pro Vercelli (21 reti fatte)
- Peggior difesa: Livorno e Pro Vercelli (54 reti subite)
- Peggior differenza reti: Pro Vercelli (-33)
- Partita con più reti: Bologna-Milan 6-3 (11ª giornata)
- Miglior sequenza di partite utili: Ambrosiana (22, dall'8ª alla 29ª giornata)

### Individuali

#### Classifica marcatori
Nel corso del campionato furono segnati complessivamente 629 gol (di cui 10 su autorete) da 147 diversi giocatori, per una media di 2,62 gol a partita. Un match, Livorno-Napoli, fu dato vinto agli ospiti (0-2) in seguito a giudizio sportivo. Di seguito, la classifica dei marcatori.
| Gol | Rigori |  | Giocatore           | Squadra          |
| --- | ------ |  | ------------------- | ---------------- |
| 28  | 3      |  | Enrique Guaita      | Roma             |
| 21  |        |  | Silvio Piola        | Lazio            |
| 18  |        |  | Giuseppe Meazza     | Ambrosiana-Inter |
| 16  | 4      |  | Renato Cattaneo     | Alessandria      |
| 13  | 1      |  | Felice Borel (II)   | Juventus         |
| 12  |        |  | Angelo Schiavio     | Bologna          |
| 11  |        |  | Giovanni Busoni     | Livorno          |
| 11  | 2      |  | Nereo Rocco         | Triestina        |
| 11  |        |  | Alejandro Scopelli  | Roma             |
| 10  | 3      |  | Pietro Arcari (III) | Milan            |
| 10  | 2      |  | Cherubino Comini    | Sampierdarenese  |
| 10  |        |  | Attilio Demaria     | Ambrosiana-Inter |
| 10  |        |  | Germano Mian        | Triestina        |
| 10  |        |  | Giovanni Moretti    | Milan            |
| 10  |        |  | Vinicio Viani.      | Fiorentina       |
| 10  | 4      |  | Antonio Vojak (I)   | Napoli           |